# Перстень княгині Анни
«Перстень княгині Анни» (пол. Pierścień księżnej Anny) — польський пригодницький, фантастичний художній фільм, знятий режисером Марією Каневською у 1970 році.
Прем'єра фільму відбулася 2 квітня 1971 року.

## Сюжет
У маленькому містечку біля підніжжя Тевтонського замку троє хлопчаків-фантазерів, захоплених романом Генрика Сенкевича «Хрестоносці» під час літніх канікул вирішили обстежити руїни старого замку.
Сімнадцятирічний Франек, син директора школи, чотирнадцятирічний Анджей та п'ятирічний Яцек, які приїхали сюди до бабусі та дідуся, спостерігають за роботою археологів на околицях замку. Хлопчики створили машину власної конструкції, щоб проникнути в руїни замку, але раптовий обвал викликає зсув у часі, і вони потрапляють у минуле, де починається низка захоплюючих і небезпечних пригод.
Мандрівники у часі опиняються у дворі Тевтонського замку у липні 1406 року. Схоплені тевтонськими лицарями, вони, використовуючи спорядження XX століття, втікають із в'язниці і потрапляють у двір польського князя Януша Мазовецького. Тевтонські лицарі намагаються наздогнати втікачів; і хлопчики, щоб знову не потрапити в полон до тевтонців, беруть участь у бою. Бій лицарів закінчується перемогою поляків, які висувають умову програвшим — звільнення хлопчиків. Тевтонці мають намір отруїти вином дружину польського князя. Хлопчики, дізнавшись про це, прагнуть попередити князя про задум хрестоносців. Тевтонські лицарі починають їх переслідувати. Втікачі знову потрапляють у підвали замку, де захована їхня зламана машина часу . В результаті чергового зсуву в часі, вони опиняються у XX столітті та зустрічають своїх археологів, які працюють поблизу. Свідченням їхньої участі у дивних пригодах є перстень, отриманий у подарунок від княгині Анни.

## У ролях
- Єжи Маталовський — Франок
- Кшиштоф Строїнський — Анджей
- Петро Сот — Яцек, брат Анджея
- Веслава Кваснєвська — княгиня Анна / археолог
- Анджей Шалявський — Януш I Мазовецький / археолог
- Богуш Білевський — лицар Хлява
- Єжи Брашка — Валек, зброєносець князя Януша
- Казімєж Фабісяк — ксьондз Калеб
- Болеслав Плотницький — духовник княгині Анни
- Станіслав Мільський — хрестоносець
- Влодзімеж Новак — хрестоносець Кароль
- Цезарій Юльський — полководець хрестоносців
- Богдан Невиновський — хрестоносець-мисливець
- Ізабелла Дзярська — Гражина, служниця / археолог Мариська
- Емір Бучацький — магістр
- Іренеуш Каніцький — Ян з Лотарингії.
- Тадеуш Шмідт — лицар Повалу
- Єжи Блек — полонений хрестоносець
- Казімєж Дембіцький
- Теодор Гендера
- Тадеуш Ястшембовський
- Еугеніуш Каміньський — хрестоносець
- Болеслав Каміньський
- Ян Коциняк — хрестоносець
- Анджей Красицький — зброєносець
- Тадеуш Косударський — хрестоносець
- Чеслав Лясота — смоляр
- Віктор Нановський — «купець» тевтонських лицарів
- Лех Ордон
- Зофія Перчинська — піддана
- Чеслав Пясковський
- Тадеуш Сомогі
- Едвард Сосна
- Міхал Шевчик — хрестоносець
- Роман Сикала — смоляр
- Єжи Ткачик — слуга князя Януша
- Казімеж Віхняж — кухар князя Януша
- Александер Соколовський
- Пшемислав Зелінський
- Зигмунт Навроцький
- Анджей Мірецький
- Богдан Глущак
- Ванда Баєрувна